# Emil Sandt
Emil Sandt, né le 27 décembre 1864 et décédé le 20 août 1938, est un écrivain allemand de science-fiction.

## Biographie
Emil Sandt naît à Mittelwalde le 27 décembre 1864. Après s'être installé à Hambourg en 1907, il connaît un grand succès public avec son roman Cavete ! (expression latine de mise en garde) qui fait l'éloge des dirigeables et prône une paix mondiale garantie par la suprématie politique de la nation allemande. Typiquement, le héros de Cavete ! livre à la fin du roman son nouveau dirigeable à l'empereur allemand aifn d'être certain qu'il sera mis au service de la paix et de l'humanité. Au-dehors de l'enthousiasme d'Emil Sandt pour l'aéronautique naissante, l'auteur s'intéresse également à l'électricité qui sera au cœur d'un roman publié en 1912, Das Lichtmeer (L'océan de lumière).

## Œuvres
Les œuvres d'Emil Sandt n'ont jamais été traduites en français :
- Cavete !, 1907 (Cavete !) ;
- Im Aether, 1910 (Dans l'éther) ;
- Das Lichtmeer, 1912 (L'océan de lumière) ;
- Die Schmiede, 1926 (La Forge).